# Discotectonica petasus
Discotectonica petasus is een slakkensoort uit de familie van de Architectonicidae. De wetenschappelijke naam van de soort is voor het eerst geldig gepubliceerd in 1928 door Tomlin.